# Communauté de communes de la Vallée du Sarthon
Die  Communauté de communes de la Vallée du Sarthon ist ein ehemaliger französischer Gemeindeverband (Communauté de communes) im Département Orne der Region Normandie. Er wurde am 21. Dezember 1998 gegründet. Der Gemeindeverband wurde mit Wirkung vom 1. Januar 2013 in die Communauté urbaine d’Alençon integriert und somit als selbstständiger Verband aufgelöst.

## Mitglieder
1. Fontenai-les-Louvets
2. Gandelain
3. Lalacelle
4. Livaie
5. La Roche-Mabile
6. Saint-Denis-sur-Sarthon

## Quelle
- Le SPLAF - (Website zur Bevölkerung und Verwaltungsgrenzen in Frankreich (frz.))